# Velka (Drava, Pohorje)
za istoimenska vodotoka - levi pritok Drave glej Velka (Drava, Košenjak) in za pritok Pesnice Velka (Pesnica)
Vélka je desni pritok Drave iz osrednjega dela Pohorja. Nastane iz več potokov s Pohorja, ki se združijo v Velko v dnu Ribniško-Lovrenškega podolja. Povirni del Velke se imenuje Josipdolski potok, z leve strani pritekata Ribniški potok in Slivnica, z desne Hudi graben, Vetušnikova grapa, Ambrožev graben, Langersvaldski potok (tudi Krajnica) in Presih. V podolju je površje nekoliko položnejše in dolinsko dno zato nekoliko širše, potok pa se obrne proti severovzhodu. Na severnem robu podolja potok zavije proti severu in teče po ozki dolini vse do izliva v Dravo v Podvelki.
Trije različni deli porečja in doline so posledica kamninske podlage: zgornji del porečja je iz magmatskih kamnin granodiorit, pri Josipdolu prečka potok pas metamorfnih kamnin (amfibolov skrilavec). Srednji del porečja je v Ribniško-Lovrenškem podolju, kjer so na površju mehkejše miocenske kamnine (peščenjak in peščeni lapor), v spodnjem toku pa se Velka ponovno zareže v pas metamorfnih kamnin in teče predvsem po gnajsu.
V zgornjem toku nad Josipdolom teče potok po povsem naravni strugi v dnu strme grape, nato se mu dolvodno strmec zmanjša, vendar ostaja Velka živahen potok in teče večinoma po naravni strugi. Ker ob večjih pretokih postane divji hudournik, so v strugi na več mestih prečni protierozijski pragovi, v naseljih in ponekod ob regionalni cesti Podvelka–Ribnica na Pohorju so morali dodatno utrditi brežine, da preprečujejo pretirano bočno erozijo. V zgornjem toku in v soteski ob spodnjem toku teče marsikje po živoskalni podlagi, drugod po lastnih prodnih naplavinah, ponekod so v strugi tudi večje skale. Ob srednjem in spodnjem toku spremlja potok večinoma ozka poplavna ravnica, ki je izpostavljena hudourniškim poplavam, a je bilo kljub temu v zadnjih desetletjih na njej zgrajenih nekaj stanovanjskih hiš in drugih objektov.
Zlasti Velka, pa tudi nekateri pritoki, so bili v preteklosti zelo pomemben vir energije za pogon številnih žag in nekaj manjših mlinov. Manjše žage so bile v lasti okoliških kmetij, na Velki pa je že v 14. st. delovala tudi žaga v lasti šentpavelskega samostana iz Labotske doline, verjetno prva na celotnem Pohorju.
Na osnovi velikih zalog lesa je bila v Josipdolu pomembna glažuta, ki je delovala najdlje od vseh pohorskih steklarn (do leta 1909). Od nje je živelo okoli 50 družin z več kot 100 člani, poleg glažute je tam delovala tudi velika žaga, les pa so v oba obrata deloma dovažali tudi s pomočjo krajših vodnih drč. Leta 1885 so v grapi Josipdolskega potoka nad Josipdolom odprli kamnolom pohorskega tonalita (granodiorita), ki je deloval vse do leta 2013. Za njegove potrebe so po dolini Velke leta 1922 zgradili 18 km dolgo ozkotirno železnico za prevoz kamnov do železniške postaje Podvelka (delovala do 1953). Danes delujeta na Velki samo dve mali hidroelektrarni v vasi Janževski Vrh.
Povirni deli Velke in njenih pohorskih pritokov so vključeni v varstveno območje Natura 2000 (Pohorje), velik del struge Velke in njenega pritoka Slivnica pa je skupaj z obvodnimi zemljišči vključen v območje Natura 2000 (Velka s Slivniškim potokom in Lahinski potok).